# Ghiarole
Ghiarole è una frazione del comune di Brescello.

## Storia
La frazione sorge a ridosso della confluenza del torrente Enza nel fiume Po. Il toponimo suggerisce l'origine alluvionale: è probabile, infatti, che col tempo nelle campagne della zona si siano depositati ghiaia e detriti, trascinati a valle dalla corrente. Da sempre legata alle sorti del capoluogo Brescello, la località ospita il santuario dedicato alla Beata Vergine di Caravaggio. Ghiarole, per la sua posizione, ha subìto nel corso dei secoli numerose esondazioni del Grande fiume; da ultimo quella del novembre 1994 che allagò la golena aperta e quindi l'intera borgata. Il 16 novembre 2014, a causa della piena del Po, è disposta - su ordine del prefetto di Reggio Emilia - la pre-evacuazione dei 230 residenti della frazione. Nelle ore immediatamente successive, dopo il superamento da parte del Grande Fiume della quota-limite di 8 m s.z.i., ha luogo l'evacuazione della borgata che, fortunatamente, viene risparmiata dall'alluvione.